# Simeon Bavier
Simeon Bavier (ur. 16 września 1825, zm. 27 stycznia 1896 w Bazylei), szwajcarski polityk, członek Rady Związkowej od 10 grudnia 1878 do 5 stycznia 1883. Kierował następującymi departamentami:
- Departament Finansów (1879)
- Departament Poczt i Kolei (1880 – 1881)
- Departament Polityczny (1882)[1]

Był członkiem Radykalno-Demokratycznej Partii Szwajcarii.
Pełnił funkcje wiceprezydenta (1881) i prezydenta (1882) Konfederacji.